# Are(A)zione
Are(A)zione è stato il primo disco live pubblicato dagli Area.

## Il disco
Registrato durante una serie di concerti tenuti nel 1975 a Milano (durante la Festa del Proletariato giovanile al Parco Lambro), a Napoli (durante la Festa dell'Unità), a Rimini (in occasione della Festa della gioventù) e a Reggio Emilia (durante un concerto presso il Teatro Comunale). È probabilmente il miglior concerto reperibile su disco degli Area anche per la qualità della registrazione audio, di gran lunga superiore agli altri concerti pubblicati.
Il disco si apre con 3 pezzi estratti dai precedenti lavori in studio: Luglio agosto settembre (nero) da Arbeit macht frei, La mela di Odessa (1920) da Crac! e Cometa rossa da Caution Radiation Area. Segue il brano inedito che dà il titolo al disco, mentre la chiusura è affidata ad una storica cover de L'Internazionale, l'inno dei lavoratori che è stato anche l'inno ufficiale dell'Unione Sovietica tra il 1917 e il 1944.
La versione de L'Internazionale arrangiata dagli Area era stata incisa per la prima volta nel novembre del 1974 su un 45 giri a "diffusione militante"; i proventi del disco servirono a finanziare le spese legali per difendere l'anarchico Giovanni Marini. Ascoltando il disco, Nicolae Ceaușescu commentò la versione con un "È una vergogna!".
Are(A)zione compare, insieme ad altri due titoli della discografia del gruppo, nel libro "I 100 migliori dischi del Progressive italiano", di Mox Cristadoro, uscito nel 2014.

## Tracce
Testi e musiche di Patrizio Fariselli, Ares Tavolazzi, Giampaolo Tofani
Lato A
1. Luglio, agosto, settembre (nero) – 4:25
2. La mela di Odessa (1920) – 11:10
3. Cometa rossa – 5:40

Lato B
1. Are(A)zione – 14:37
2. L'internazionale – 3:20

## Formazione
- Demetrio Stratos - voce, percussioni, organo, steel drums
- Giulio Capiozzo - batteria, percussioni
- Ares Tavolazzi - basso, contrabbasso, trombone, tromba
- Patrizio Fariselli - pianoforte, clarinetto basso, percussioni, tastiere, sintetizzatore (A.R.P.)
- Paolo Tofani - chitarra elettrica, sintetizzatore (E.M.S.)

note aggiuntive
- Piero Bravin Birillo, Walter De Vercelli, Gaetano Ria - meccanici del suono
- Gianni Sassi - art director[3]